# Блобел, Гюнтер
Гю́нтер Бло́бел (нем. Günter Blobel; 21 мая 1936, Нижняя Силезия, Германия (ныне территория Польши)  — 18 февраля 2018, Нью-Йорк) — американский клеточный биолог немецкого происхождения, лауреат Нобелевской премии по физиологии и медицине (1999).
Доктор медицины (1960) и доктор философии (1967), профессор Рокфеллеровского университета, член Национальной академии наук США и Леопольдины (обеих — с 1983), а также Американского философского общества (1989), иностранный член Российской академии наук (2008).

## Биография
Родился в небольшой деревне Вальтерсдорф (ныне Niegosławice, Польша) в германской провинции Нижняя Силезия (ныне Силезское воеводство, Польша). В 1960 году окончил Тюбингенский университет со степенью доктора медицины. Получил степень доктора философии по онкологии в университете Висконсина-Мэдисона (США) в 1967 году. С того же года постдок Рокфеллеровского университета, с 1976 года его профессор. С 1986 года исследователь Медицинского института Говарда Хьюза.
В 1945 году Гюнтер Блобел стал свидетелем пожара в Дрездене (см. Бомбардировка Дрездена). В 1990-х он основал благотворительную организацию «Друзья Дрездена» с целью восстановления частей города и важных культурных объектов в других частях Германии, пожертвовав на это все деньги, полученные на Нобелевскую премию.
Член-основатель Wiley Foundation, он являлся председателем жюри и создателем Wiley Prize.
В 2016 году подписал письмо с призывом к Greenpeace, Организации Объединенных Наций и правительствам всего мира прекратить борьбу с генетически модифицированными организмами (ГМО).
Член Американской академии искусств и наук (1984), Европейской академии (1992), Папской академии наук (2001), Академии AACR (2014), Американского общества клеточной биологии.

## Научный вклад
Белки синтезируются на рибосомах в цитоплазме. Однако было неизвестно, каким образом они доставляются в клеточные органеллы, где они должны осуществлять свою функцию (например, в митохондрию или в ядро). В 1970 году Блобел проводил эксперименты по транслокации белков через мембраны. Он открыл, что многие белки имеют так называемую сигнальную последовательность (сигнальный пептид), короткую аминокислотную последовательность, которая играет роль почтового индекса для доставки того или иного белка в нужную органеллу. За открытие адресного транспорта белка Блобел получил в 1999 году Нобелевскую премию по медицине или физиологии.

## Награды
- 1978 — Премия НАН США в области молекулярной биологии[англ.]
- 1982 — Международная премия Гайрднера
- 1983 — Медаль Отто Варбурга[англ.]
- 1983 — Richard Lounsbery Award[англ.]
- 1986 — Медаль Уилсона, высшая награда Американского общества клеточной биологии
- 1986 — Keith R. Porter Lecture[англ.]
- 1987 — Премия Луизы Гросс Хорвиц
- 1989 — Waterford Bio-Medical Science Award
- 1992 — Премия Макса Планка
- 1992 — Медаль Макса Дельбрюка[нем.]
- 1993 — Премия Альберта Ласкера за фундаментальные медицинские исследования
- 1996 — Международная премия короля Фейсала
- 1999 — Премия Мэссри
- 1999 — Нобелевская премия по физиологии или медицине, «За обнаружение в белковых молекулах сигнальных аминокислотных последовательностей, ответственных за адресный транспорт белков в клетке.»
- 2001 — Орден Pour le Mérite